# 熱帶魚弧菌
熱帶魚弧菌（学名：Vibrio damsela），又名美人魚弧菌、海魚弧菌，为弧菌科弧菌屬下的一个种。

## 扩展阅读
- 維基物種上的相關：熱帶魚弧菌